# Georges Couck
Georges Couck is een Belgische politicus voor sp.a en voormalig burgemeester van Denderleeuw.

## Biografie
Couck was van opleiding regent Nederlands, Engels en geschiedenis. Daarna behaalde hij ook een licentiaatsdiploma geschiedenis en ging hij werken als leraar.
In 1970 ging hij in Denderleeuw in de gemeentepolitiek voor de BSP. Couck werd bij zijn eerste verkiezingen al verkozen en ging in 1971 aan de slag als OCMW-voorzitter en gemeenteraadslid. Na de volgende verkiezingen belandde hij van 1977 tot 1988 in de oppositie. In 1989 werd zijn partij deel van een paarse coalitie en Couck werd burgemeester. Hij bleef een ambtsperiode burgemeester, maar kwam vanaf 1995 weer in de oppositie terecht.
In 2007 werd hij na twaalf jaar oppositie voor een tweede maal burgemeester, opnieuw in een paarse coalitie. Eind 2010 besliste Couck op 65-jarige leeftijd om wegens gezondheidsredenen op pensioen te gaan. Hij werd begin 2011 door partijgenoot Jo Fonck opgevolgd.
In 2010 cumuleerde hij 5 mandaten, waarvan 3 bezoldigde. In 2011 werd hij samen met nog vier anderen politici uit de sp.a gezet omdat hij al jarenlang weigerde een bijdrage te betalen die hij als uitvoerend mandataris volgens de partijregels verschuldigd was. Hij overwoog om in beroep te gaan tegen de beslissing.